# Gérard Kuster
Pour les articles homonymes, voir Kuster.
Gérard Kuster, né le 20 décembre 1948 à Montbéliard, est un homme politique français. 

## Biographie
Il est marié à Brigitte Kuster, ancienne maire du 17e arrondissement de Paris et députée de Paris de 2017 à 2022.

## Détail des fonctions et des mandats
Mandat parlementaire
- 16 mars 1986 - 14 mai 1988 : Député du Doubs